# Pehuenchaphis americana
Pehuenchaphis americana är en insektsart. Pehuenchaphis americana ingår i släktet Pehuenchaphis och familjen långrörsbladlöss. Inga underarter finns listade i Catalogue of Life.